# Willisia
Willisia là một chi thực vật có hoa trong họ Podostemaceae.

## Loài
Chi Willisia gồm các loài: